# Puchar Włoch w piłce nożnej (1990/1991)
Puchar Włoch 1990/91 – 44 edycja rozgrywek piłkarskiego Pucharu Włoch.

## Półfinały
- SSC Napoli - UC Sampdoria 1:0 i 0:1
- A.C. Milan - AS Roma 0:0 i 0:1

## Finał
- 30 maja 1991, Rzym: AS Roma - UC Sampdoria 3:1
- 9 czerwca 1991, Genua: UC Sampdoria - AS Roma 1:1